# 7732 Ralphpass
7732 Ralphpass eller 1978 VE9 är en asteroid i huvudbältet som upptäcktes den 7 november 1978 av de båda amerikanska astronomerna Eleanor F. Helin och Schelte J. Bus vid Palomar-observatoriet. Den är uppkallad efter amatörastronomen Ralph Pass.
Asteroiden har en diameter på ungefär 8 kilometer.